# أوريليو غونزاليس بوينتي
أوريليو غونزاليس بوينتي (بالإسبانية: Aurelio González Puente)‏ مواليد 26 يوليو 1940 في فالي دي فايلافيردي، إسبانيا، هو دراج إسباني سابق في صنف سباق الدراجات على الطريق.

## سجل النتائج

### سباقات أو مراحل فاز بها
- طواف فرنسا
- طواف سويسرا
- طواف إيطاليا

## روابط خارجية
- أوريليو غونزاليس بوينتي على موقع أرشيف الدراجات (الإنجليزية)
- أوريليو غونزاليس بوينتي على موقع إحصائيات الدراجات الإحترافية (الإنجليزية)
- أوريليو غونزاليس بوينتي على موقع CycleBase (الإنجليزية)